# Baetiella trispinata
Baetiella trispinata is een haft uit de familie Baetidae. De wetenschappelijke naam van de soort is voor het eerst geldig gepubliceerd in 2000 door Tong & Dudgeon.
De soort komt voor in het Oriëntaals gebied.